# Demis Grigoraș
Demis Cosmin Grigoraș (* 30. Juni 1993 in Vaslui) ist ein rumänischer Handballspieler.

## Vereinslaufbahn
Demis Grigoraș begann in seiner Heimatstadt Vaslui Handball zu spielen. Sehr schnell wechselte er zu CS UCM Reșița, wo er die erste Mannschaft erreichte und bereits einige Spiele im Handball-Europapokal der Männer absolvierte. Zwei Saisons spielte er dann beim SCM Politehnica Timișoara. Anschließend ging er nach Ungarn zum Tatabánya KC. Im Januar 2019 wechselte Grigoraș zu Chambéry SMBH, im Jahr 2021 zu Benfica Lissabon. Mit der Mannschaft gewann er 2022 die EHF European League und steuerte im Finale drei Tore bei. Im Sommer 2025 kehrte er nach Tatabánya zurück.
Mit der rumänischen Nationalmannschaft belegte er den 22. Rang bei der Europameisterschaft 2024, dabei warf er elf Tore in drei Partien.